# Chaos and Disorder (альбом Прінса)
Chaos and Disorder — вісімнадцятий студійний альбом американського співака та композитора Прінса, випущений 9 липня 1996 року на лейблі Warner Bros. Records. Альбом зайняв 26 сходинку в чартах США та 14 сходинку в чартах Великої Британії. Незважаючи на те, що альбом роками був недоступний через ліміт копій, 2016 року його випустили на сервісі Tidal, а 2018 року він з'явився в iTunes. У вересні 2019 року він знову з'явився на вінілі та компакт-дисках. Після релізу Прінс відмовився просувати та рекламувати альбом через конфлікт з лейблом. Сингл «Dinner with Delores» був випущений лише на території Великої Британії, де він зайняв 36-у сходинку в чартах.

## Список композицій
| #   | Назва                    | Тривалість |
| --- | ------------------------ | ---------- |
| 1.  | «Chaos and Disorder»     | 4:19       |
| 2.  | «I Like It There»        | 3:15       |
| 3.  | «Dinner with Delores»    | 2:46       |
| 4.  | «The Same December»      | 3:24       |
| 5.  | «Right the Wrong»        | 4:39       |
| 6.  | «Zannalee»               | 2:43       |
| 7.  | «I Rock, Therefore I Am» | 6:15       |
| 8.  | «Into the Light»         | 2:46       |
| 9.  | «I Will»                 | 3:37       |
| 10. | «Dig U Better Dead»      | 3:59       |
| 11. | «Had U»                  | 1:26       |